# Acid aspartic
Acidul aspartic (abreviat Asp sau D), este unul din cei 20 aminoacizi proteinogeni. Codonii sai sunt GAU și GAC. Acesta este un aminoacid ne-esențial. Aspartatul, baza conjugata a acidului aspartic, este un neurotransmițător important care joacă un rol important în potențarea pe termen lung (LTP) și este important în procesele de învățare și memorie, deși într-o măsură mult mică decât glutamatul. Acidul aspartic a fost descoperit în 1827 de către Plisson, atunci când acesta a fiert sparanghel (de unde și vine numele acidului) în soluție bazică concentrată.

## Rol
Aspartatul este un aminoacid ne-esențial la mamifere, fiind sintetizat pornind de la oxaloacetat prin transaminare. 
- Este un metabolit din ciclul ureei, rezultând din ornitină și citrulină.
- În plante și microorganisme, aspartatul este precursorul mai multor aminoacizi, inclusiv patru care sunt esențiali pentru om: metionina, treonina, izoleucina, și lizina.
- Neurotransmițător excitator; acționează asupra receptorilor NMDA, dar are efecte mai slabe decât glutamatul;
- Gluconeogeneză (sinteza glucozei);
- Sistemul navetă malat-aspartat (glicoliză);
- Sinteza bazelor purinice.